# 克罗斯维尔 (阿拉巴马州)
克罗斯维尔（英文：Crossville），是美国阿拉巴马州下属的一座城市。面积约为8.37平方英里（约合21.67平方公里）。根据2010年美国人口普查，该市有人口1,862人，人口密度为222.49/平方英里（约合85.93/平方公里）。